# Johan Claesson (företagare)
Per Johan Claesson, född den 18 mars 1951, är en svensk företagare.
Johan Claesson är son till byggmästaren Edvin Claesson och bror till Magnus Claesson.
Han utbildade sig på Handelshögskolan i Stockholm.
Han äger tillsammans med brodern Magnus Claesson Claesson & Anderzén AB, moderföretag i CA-koncernen och är styrelseordförande i CA Fastigheter AB.